# Patricia Elliott (Pianistin)
Patricia Grant Lewis Elliott (* 9. April 1930 in Regina, Saskatchewan; † 22. April 2012 in Sackville, New Brunswick) war eine kanadische Pianistin und Musikpädagogin.

## Leben
Elliott studierte von 1947 bis 1949 Klavier bei Lubka Kolessa und bis 1950 bei Boris Roubakine und war später Schülerin von Rudolf Firkušný und Claudio Arrau. Sie tourte als Konzertpianistin durch Kanada, die USA und Europa und trat u. a. mit dem Toronto Symphony Orchestra und dem CBC Symphony Orchestra auf. Von 1951 bis 1957 unterrichtete sie am Hamilton Conservatory of Music, danach an der Mount Allison University in Sackville. Dort lernte sie den Komponisten und Chorleiter Carleton Elliott kennen, den sie 1959 heiratete. Neben ihrer Lehrtätigkeit trat sie weiterhin auf, in späteren Jahren vor allem als Klavierbegleiterin, und war Präsidentin der New Brunswick Registered Music Teachers' Association.